# Zoe Perry
Zoe Perry (Chicago, Illinois, 26 de septiembre de 1983) es una actriz estadounidense, conocida principalmente por haber interpretado a Mary Cooper en la serie de televisión de la CBS El joven Sheldon. También apareció recurrentemente en otras series como The Family y Scandal.

## Biografía
Es hija de los actores Laurie Metcalf y Jeff Perry. Tuvo su primer papel en la serie de la cadena ABC Roseanne, donde interpretó a Jackie Harris (en un flashback), el personaje que interpretaba su madre.
Tras graduarse en la Universidad de Boston se mudó a Nueva York, donde obtuvo algunos pequeños papeles en series de televisión como Law & Order: Criminal Intent e incluso tuvo un papel en la obra de Broadway The Other Place, apareciendo junto a su madre.
Perry apareció en nueve episodios de la serie The Family en 2016. En 2017, tuvo un papel recurrente en la serie Scandal, protagonizada por su padre. Ese mismo año, le fue otorgado un papel protagonista en la serie El joven Sheldon, donde interpreta a Mary Cooper. Esta serie es un spin-off de The Big Bang Theory, donde su madre Laurie, también interpreta a Mary Cooper.

## Filmografía

### Cine
| Año  | Título                         | Papel           | Notas        |
| ---- | ------------------------------ | --------------- | ------------ |
| 2005 | Allegretto '75                 | Meredith Brooke | Cortometraje |
| 2008 | Deception                      | Secretaria      |              |
| 2008 | The Loss of a Teardrop Diamond | Mathilde        |              |
| 2011 | Turkey Bowl                    | Zoe             |              |
| 2014 | Cotton                         | Maxine          |              |
| 2016 | No Pay, Nudity                 | Renie           |              |

### Televisión
| Año              | Título                       | Papel                  | Notas                                       |
| ---------------- | ---------------------------- | ---------------------- | ------------------------------------------- |
| 1992, 1995       | Roseanne                     | Joven Jackie           | 2 episodios                                 |
| 2006             | Law & Order: Criminal Intent | Wendy                  | Episodio: "Vacancy"                         |
| 2006             | Conviction                   | Audrey Knowles         | 2 episodios                                 |
| 2006, 2008, 2010 | My Boys                      | Waitress               | 4 episodios                                 |
| 2007             | Cold Case                    | Melinda Levy '82       | Episodio: "Justice"                         |
| 2008             | Private Practice             | Lisa                   | Episodio: "Equal & Opposite"                |
| 2009             | Ave 43                       | Janet                  | 2 episodios                                 |
| 2012             | Grey's Anatomy               | Katy Noonan            | Episodio: "Beautiful Doom"                  |
| 2013             | Second Shot                  | Krystal Munson         | Episodio: "If It Ain't Fix, Don't Break It" |
| 2016             | The Family                   | Jane                   | 9 episodios                                 |
| 2016             | NCIS                         | Oficial Kristen Fields | 2 episodios                                 |
| 2017             | Liv y Maddie                 | Marlowe                | Episodio: "Tiny House-A-Rooney"             |
| 2017             | Scandal                      | Samantha Ruland        | 9 episodios                                 |
| 2017–2024        | El joven Sheldon             | Mary Cooper            | Reparto principal                           |